# Victoria Szpunberg
Victoria Szpunberg   (Buenos Aires, 24 de novembre de 1973) és dramaturga i docent d'arts escèniques a diversos centres d'ensenyament com l'Institut del Teatre, l'Escola Superior de Coreografia de Barcelona, l'Escola Superior d'Art Dramàtic Eòlia, l'Obrador de la Sala Beckett, l'Aula de Teatre de la Universitat Autònoma de Barcelona o l'Escola de Teatre Aules de Barcelona. El 2013 va guanyar el Premi Max a la millor autoria teatral catalana amb l'obra L'any que ve serà millor, escrita de forma col·lectiva amb Carol López, Marta Buchaca i Mercè Sarrias.

## Biografia
És filla del poeta argentí Alberto Szpunberg, exiliat a Espanya arran del cop d'estat a l'Argentina de 1976. El seu avi, León Szpunberg, d'origen jueu, va fugir dels pogroms de centreeuropa durant el primer quart del segle xx. Juntament amb la resta de la família que no va acabar als camps de concentració nazis varen aconseguir arribar a l'Argentina. Els seus pares, nascuts a Buenos Aires, també varen haver d'exiliar-se a causa del cop d'estat a l'Argentina de 1976 i es varen instal·lar a El Masnou (Maresme). Aquest bagatge familiar, des de les històries de Rússia i de la Unió Soviètica explicades pel seu avi, barrejades amb expressions en ídix, fins a les vivències argentines dels pares, marcarà la seva obra.
Victoria Szpunberg és llicenciada en Direcció i Dramatúrgia per l'Institut del Teatre de Barcelona i va cursar el Màster en Estudis Teatrals de la UAB; prèviament es va formar en dansa i composició a l'Escola Àrea de Barcelona i en interpretació a l'Escuela Sportivo Teatral de Buenos Aires i al Col·legi del Teatre de Barcelona.
És professora del Departament de Dramatúrgia de l'Institut del Teatre des del 2004 i ha estat col·laboradora de l'Escola de Teatre Social Patothom. També ha participat en diversos projectes de Teatre i Educació, com el programa CaixaEscena o els cursos d'estiu del Campus Universitari de la Mediterrània de la UPC, i és docent de diversos centres d'ensenyament d'art dramàtic. Ha sigut autora resident del Royal Court Theatre (2000) i de la Sala Beckett (Temporada 2018-19), i va participar en la primera edició del projecte T6 del Teatre Nacional de Catalunya (2002-2003).
Szpunberg és una col·laboradora habitual del programa Vostè primer de RAC1, presentat per Marc Giró.
Va fer el llibret de l'òpera La gata perduda, musicada per Arnau Tordera sobre el barri d'El Raval de Barcelona i amb 400 persones del mateix barri, que es va estrenar el 2022 al Gran Teatre del Liceu.

## Activitat dramàtica
La seva primera obra, Entre aquí y allá (lo que dura un paseo), escrita el 1998, va rebre un accèssit del Premi Maria Teresa León i fou seleccionada l'any 2000 per participar en la Residència Internacional del Royal Court Theatre de Londres; aquell mateix any s'estrenaria a la Reial Escola Superior d'Art Dramàtic de Madrid sota la direcció de Julián Quintanilla. A partir d'aleshores, Szpunberg estrenaria a diversos festivals i teatres, tant nacionals com internacionals.
Ha treballat i estrenat en espais com el Teatre Nacional de Catalunya, el Teatre Lliure, el Teatre Tantarantana o la Sala Beckett, i també en teatres de Madrid i la resta de Catalunya i Espanya. Les seves obres s'han representat en festivals com el Grec de Barcelona, el Temporada Alta de Girona, el Festival Internacional de Teatre de Sitges o la Bienal Internacional de Danza de Cali.
Els seus textos han estat traduïts a més de deu idiomes i s'han pogut veure en països com els Estats Units, Colòmbia, Itàlia, Txèquia i França, entre d'altres. A banda de la seva carrera com a autora, ha col·laborat amb diferents coreògrafs, ha signat dramatúrgies i adaptacions teatrals, ha treballat com a directora i ha escrit peces per a ràdio i instal·lacions sonores.
És autora de la trilogia La fragilidad de la memoria (Como narrar un hecho abismal: el del exilio y la última dictadura argentina), escrita el 2008 gràcies al programa Iberescena. La trilogia està formada per les obres El meu avi no va anar a Cuba, La marca preferida de las hermanas Clausman i pel text radiofònic La memòria d'una Ludisia.
Entre les seves obres també destaquen L'aparador (Teatre Nacional de Catalunya - Projecte T6, 2003), Esthetic Paradise (Sala Beckett – Festival Grec, 2004), La màquina de parlar (Sala Beckett, 2007), Boys don't Cry (Teatre Tantarantana – Festival Grec, 2012), L'onzena plaga (Teatre Lliure, 2015), Balena blava (Teatre Nacional de Catalunya, 2018).
El 2013 va rebre el Premi Max a la Millor autoria teatral catalana per l'obra L'any que ve serà millor, escrita de forma col·lectiva amb Carol López, Marta Buchaca i Mercè Sarrias.
La temporada 2018-2019, Victoria Szpunberg va ser l'autora resident de la Sala Beckett, i fruit d'aquesta residència hi estrenà l'obra Amor mundi en el marc del Festival Grec de Barcelona. El programa d'autors en residència de la Sala Beckett consisteix a incorporar un dramaturg a l'equip artístic de la sala i fer-lo partícip, durant una temporada, de les decisions i activitats que s'hi duen a terme, amb l'encàrrec d'escriure una obra nova, expressament per a l'ocasió, que serà estrenada amb producció de la pròpia Sala Beckett durant la temporada següent a la de la residència.
El 2018, Arola Editors va publicar un recull de la producció escènica de Szpunberg dins de la seva col·lecció de Teatre Reunit.
El 2024 va estrenar L’imperatiu categòric, sobre la problemàtica de l’habitatge i de la precarietat laboral, que li va valdre un Premi Ciutat de Barcelona d'Arts escèniques.

## Obra[15][19]
- 1998: Entre aquí y allá (lo que dura un paseo) (Estrenada el 2000 a la RESAD de Madrid i al Royal Court Theatre de Londres) Reescrita el 2018 amb motiu de la seva estrena a Xile, al Centro Cultural Estación Mapocho.[14]
- 2000: 1-2-3 Cielo (Festival Internacional de Teatre de Sitges)
- 2002: Manuelita ¿Adónde vas? (L'Espai, Barcelona)
- 2003: La mujer cansada (Marató de monòlegs l'AAT, Mercat de les Flors)
- 2003: L'aparador (Sala Tallers del Teatre Nacional de Catalunya, dins de la primera edició del projecte T6)
- 2004: Esthetic Paradise (Sala Beckett, Festival Grec de Barcelona)
- 2006: Quan tanco els ulls (IES Arquitecte M. Raspall de Cardedeu)
- 2006: Miniatures violentes (Teatre Municipal de Girona)
- 2007: La màquina de parlar (Sala Beckett). El 2017 se'n va fer una reposició a El Maldà amb el repartiment original.[20]
- 2007: La banyera (No estrenada, publicada a Dramatúrgies breus per a intèrprets ideals de la Col·lecció Teatre-Entreacte)[14]
- 2008: La fragilidad de la memoria (Como narrar un hecho abismal: el del exilio y la última dictadura argentina), trilogia formada per:
  - El meu avi no va anar a Cuba (Estrenada el 2008 a la Biblioteca Francesca Bonnemaison dins del Festival Grec de Barcelona)
  - La marca preferida de las hermanas Clausman (Estrenada el 2010 al Teatre Tantarantana) El 2019 se'n va fer una reposició a la Sala Beckett amb el repartiment original.[21]
  - La memòria d'una Ludisia (Estrenada el 2008 com a peça sonora al programa Àrea de text de COM Ràdio dins del Festival Grec de Barcelona)[14]
- 2011: KDM X AKBA PTÓ (Teatre de Ponent de Granollers)
- 2011: L'any que ve serà millor, escrita juntament amb Carol López, Marta Buchaca i Mercè Sarrias. (Teatre Villarroel, Premi Max 2013 a la millor autoria catalana)[4][22]
- 2012: Desperta bruixeta (Teatre de Salt)
- 2012: Boys don't cry (Teatre Lliure, Festival Grec de Barcelona)
- 2013: Joves extraordinaris (Teatre Grec, Festival Grec de Barcelona)
- 2015: L'onzena plaga (Teatre Lliure - Tercera part del projecte Tot pels diners; nominada als Premis Butaca)
- 2015: Un lloc segur (Biblioteca Carles Rahola, II Cicle Llibràlegs del Festival Temporada Alta)[14]
- 2016: La meva il·lusió és canviar la història (dixit), dins de l'espectacle solidari De Damasc a Idomeni impulsat per Barcelona Playwrights (Teatre Lliure)[23]
- 2017: Lucis et umbrae (Sala Petita del Teatre Nacional de Catalunya)[14]
- 2017: La font de la joventut (Sala La Planeta, Festival Temporada Alta)[14]
- 2018: Vis a vis, escrita juntament amb Txell Bonet per al cicle En procés (Teatre Lliure de Gràcia)[14][24]
- 2018: Balena blava (Sala Gran del Teatre Nacional de Catalunya)[14][25][26][27]
- 2019: Tu hija (No estrenada, VII Laboratori d'Escriptura Teatral de la Fundació SGAE)[28]
- 2019: Amor mundi (Sala Beckett, Festival Grec de Barcelona)[29][30]
- 2022: El pes d'un cos (Teatre Municipal La Sala de Rubí)[31]
- 2022: La gata perduda (Gran Teatre del Liceu, llibret per a l'òpera d'Arnau Tordera)[13]
- 2023: Mal de coraçon (Sala Tallers del Teatre Nacional de Catalunya)[32]
- 2024: L'imperatiu categòric (Lliure de Gràcia)[33]

## Dramatúrgies per a espectacles de dansa
- 2011: Caín y Caín, amb la companyia Mal Pelo (Teatre de Salt)[19]
- 2012: Ballant a la sorra, homenatge a Carmen Amaya (Teatre Grec, Festival Grec de Barcelona)[34][35]
- 2014: Naciste vos, amb el Ballet Folklórico de Antioquia de Medellín (Teatro Metropolitano de Medellín)[36]
- 2015: Etnias - Skená, amb el Ballet Folklórico de Antioquia de Medellín (Bienal Internacional de Danza de Cali, Colòmbia)[37]